# Risba
Rísba je izdelek ustvarjalnosti, kakovostna je del likovne umetnosti, izražen s pomočjo risalnih pripomočkov na dvorazsežnem mediju, na ploskev. Človek je risbo najprej oblikoval z roko, z vejo, vrezom kamna na površino. Običajni risalni pripomočki in posledično razvite risarske tehnike so: oglje, grafitni svinčniki, peresa, črnila in čopiči, barvni svinčniki, pasteli, kreda, pastelne krede, polstena peresa, črtalniki ali različna kovinska pisala, na primer srebrna risala. 
Umetnik, ki dela ali uporablja risbo, je risar.
Tehnike, ki se jih uporablja pri ustvarjanju risbe imenujemo risarske tehnike.
V risbi se s točko, črto ali linijo lahko izrazi dve osnovni dimenziji: višina in širina. Občutek trodimenzionalnega prostora (globine) se doseže z uporabo pravila geometrijske perspektive.
Če v risbi prevladuje črta oziroma linija kot osnovni likovni element, tako risbo imenujemo linearna. Če je risba izvedena s svetlim in senco oziroma tonirana, se taka risba imenuje tonska ali slikarska risba. Risba je največkrat enobarvna, lahko pa je tudi večbarvna.
Umetniška risba je osnova vsem oblikam likovnega ustvarjanja: grafiki, slikarstvu, kiparstvu in arhitekturi. 
Risba je lahko samostojno in popolnoma dokončano delo ali pa služi kot začetna faza (priprava) pri koncipiranju slike, v fiksiranju določene zamisli in oblike v prostoru. 
Kot tudi druga likovna dela, se risbe tematsko delijo na risbe glede na opazovanje in risbe glede na domišljijo (imaginacijo). Risba glede na opazovanje naravnih oblik je sredstvo s katerim se na specifičen (umetniški) način definira odraz stvarnosti.

## Risala
Rišemo lahko z različnimi risali:
- svinčnik je ime za grafitno pisalo, ki ga poznamo že od 16. stoletja naprej. Ponazarja čiste in določene robove, gibe in odtenke, odvisne od debeline in mehkobe risala. V današnji obliki ga poznamo v različnih trdotah. V preteklosti so imeli svinčniki srebrne konice, ki so jih kasneje zamenjali s svinčenimi, današnje konice pa so iz grafita. Risba s srebrnim svinčnikom je zelo nežna v svoji tonaliteti, ponazarja natančnost, čistost, ostrost, trdnost.

- oglje je eno najstarejših risal in enako imenovana risarska tehnika. Uporabljal ga je že pračlovek. Značilnost so črno beli kontrasti – senčenje, fine nianse, meglenost, lepi prehodi. Oglje se od svinčnika razlikuje po tem, da je zapis manj linearen in bolj slikovit. Poznamo: lesno oglje, mastno oglje, retorno oglje in ogljen svinčnik. Risbo z ogljem je treba utrditi s fiksativom.

- kreda je kaolinska (bela, najboljše kvalitete, fini porcelan) glina, pomešana z barvnim prahom. Običajno je rumeno, oker, rjavo rdeče, sivo in včasih zelenkasto obarvana. Znana je že iz jamskih poslikav v Altamiri, Lascauxu in drugih. Značilnost krede je mehkoba. Risbo je treba na koncu fiksirati.

- pero, ki je lahko pero živalskega izvora, največkrat gosje, krokarjevo ali labodje pero. V modernem času so peresa jeklena. Linije so čiste, senc ni. Namesto peresa lahko uporabljamo čopič ali trstiko.

- pastel so barvne krede in tehnika slikanja. Slikanje s pastelom je zahtevno, ker nimajo svojega lastnega veziva. Pigment je treba na papir fiksirati.

- lavirana perorisba - risarski medij tuš, to je tekočina, rišemo pa s peresom, čopičem ali trsko. Izvor tuša je azijski. Razlika med risbo s peresom in lavirano perorisbo je v toniranju.

## Drugi materiali in pripomočki
Poleg risal so za izdelavo risbe potrebni še drugi materiali, zlasti podlage, od kamna do tekstila, pergamenta, papirusa in običajno papirja.
Papir je na voljo v različnih velikostih in kvaliteti, od časopisnega do visoko kakovostnih in relativno dragih papirjev, ki se dobijo kot posamezne plošče. Papir se lahko razlikuje po teksturi, barvi in odtenku, kislosti in vlažnosti. Gladek papir je dober za fine podrobnosti. Bolj grob papir omogoča različno izraznost risbe. Grob material je uporaben npr. za pripravo globljih kontrastov.
Časopisni in papir za tisk je lahko koristen za vaje in grobe skice. Prozorni papir se uporablja za kopiranje in za prenos modela iz enega medija v drugo. Obstajajo tudi najrazličnejše posebne vrste papirja z različno površinsko obdelavo, ki se uporabljajo za izdelavo bodisi natančnih podrobnosti, ko se uporabljajo mokri mediji (črnilo) ali za posebne efekte. Pergament je zelo gladek in primeren za zelo fine podrobnosti. Hladno stiskani akvarel papir je lahko prednost za risanje s črnilom zaradi svoje teksture, itd.
Osnovni orodja in pripomočki so še risarsko stojalo ali miza, šilček in radirka, za risanje s črnilom še pivnik. Druga orodja, ki se lahko uporabljajo zlasti za risanje mrež in podlog ter v geometriji, so šestilo, kotomer, ravnilo in trikotnik. Fiksir se uporablja za preprečevanje izbrisanosti izpisa. Priprave za zavarovanje papirja na risalni površini in za zakritje površine pred naključnimi poškodovanji.

## Risarsko opazovanje  in oblikovanje
Pri risanju je treba dobro opazovati: svetlobo, sence, razdaljo med predmeti. Merjenje dimenzij predmeta je tudi zelo pomembno. Pomagamo si z viziranjem, to je prenašanjem dimenzij s pomočjo svinčnika in palca in drugimi tehničnimi pomagali. Dober pripomoček za določanje velikosti je tudi mreža.
Pri poskusu, da se pripravi zapletene oblike, kot je človek, je koristno najprej predstaviti obliko z nizom enostavnih oblik. Skoraj vsaka oblika je lahko predstavljena kot kombinacija kocke, krogle, valja in stožca. Ko so te osnovne oblike sestavljene v podobo, se risba rafinira v bolj natančno in izpopolnjeno obliko. Linije enostavnih oblik se odstranijo in nadomestijo s končno podobo. Risba je temeljna veščina za predstavitveno umetnost in se jo poučuje v mnogih knjigah in šolah, saj bo njena pravilna uporaba rešila večino negotovosti glede podrobnosti in bo končna slika videti samo boljše.
Bolj rafinirana umetnost slikanja risbe je odvisna od umetnika, ki ima poglobljeno znanje anatomije in človeške razsežnosti. Usposobljen umetnik pozna skeletno strukturo, proporce, umestitev mišic, gibanje kit in kako različni deli sodelujejo med gibanjem. To znanje omogoča, da umetnik izdela bolj naravne poze. Umetnik tudi ve, kako se spreminjajo razmerja glede na starost predmeta, zlasti pri izdelavi portreta.

## Perspektiva
Perspektiva je način upodabljanja teles v razmerju do prostora.
Pri linearni (geometrijska ali pravilna) perspektivi se vse vzporedne linije, ki so pravokotne na vidno polje, stikajo v eni sami točki, je torej metoda upodabljanja predmetov na ravno površino, tako da se razsežnost pokaže v prostoru. Vsak niz vzporednic, ravnih robov predmeta ali stavbe ali mize, sčasoma konvergirajo v določeno točko. Tipično je ta točka konvergence tik nad obzorjem. Ko so različne oblike uravnane med seboj, kot so zgradbe vzdolž ulice, se horizontalne zgornje in spodnje strukture običajno stekajo na bežišču. Ta perspektiva se imenuje tudi matematična in iluzionistična ker ustvarja avtentičen vtis 3D prostora. 
Globina lahko prikazan tudi z uporabo teksture. Pri teksturi so oddaljeni predmeti bolj stisnjeni kot tisti v bližini. Globina se lahko upodobi tudi z zmanjšanjem kontrasta pri bolj oddaljenih predmetih in so njihove barve manj nasičene. To se doseže z učinkom ozračja z meglico, ki povzroči, da se oko osredotoči predvsem na objekt v ospredju.
Poznamo še:
- konceptualno perspektivo, to je način upodabljanja teles s takega zornega kota, da so pred nami v najbolj značilnem pogledu;
- osna perspektiva je, kadar da se črte v globini stikajo, vendar ne v eni sami točki, pač pa so stične točke razporejene po navpični osi;
- ukrivljena perspektiva - pokrajina nenadoma odhiti v daljavo (beg v prostor) im se naglo dvigne v obliki skalnega vrha;
- vertikalno (ikonografsko) perspektivo, to je način prikazovanja prostora na ploskvi tako da se tisto kar je bolj oddaljeno, postavi nad tisto kar je bližje;
- atmosferska (zračna) perspektiva je kot geometrijska, naravni pojav, ki predstavlja spremembo tonov in barv zaradi oddaljevanja oblike od točke gledalca.
- obrnjena, škatlasta perspektiva

## Zgodovina
Skice in slike so bile narejene že v prazgodovini in jih imenujemo stenske ali jamske poslikave. V 12. in 13. stoletju so menihi v samostanih po vsej Evropi izdelovali iluminirane rokopise na pergamentu. Uporabljali so risala iz svinca za pripravo skic za svoje spise in za obrise iluminacij. Za tem so umetniki so večinoma uporabljali srebrne svinčnike. Sprva so uporabljali lesene plošče. Ko je postal papir splošno dostopen, to je bilo od 14. stoletja dalje, so umetniške risbe, pripravljalne študije in dokončne risbe postale vedno bolj pogoste.

## Vrste risb
Risbe razlikujemo po namenu.
Skica je osnutek ali osnova za nadaljnje obsežnejše delo (fresko, spomenik ali zgradbo). Lahko je narejena brez posebnega namena in ostane kot samostojna, likovno zaključena celota. Študija ali načrt za sliko, minimalen načrt ali zapis, imenujemo tudi kroki. Ker je to osnova, mora biti čim bolj dosledna.
Študijska risba je običajno narejena za različne namene. Za portret na primer, je pomembno zajeti oblikovne značilnosti portretiranca, lahko pa njegovo duševnost in razpoloženje. Študijska risba lahko prikazuje predmete, živali, rastline, posamezne dele telesa, vse z namenom prikaza v morda strokovni literaturi ali pa kasnejšo uporabo v kompleksnejših likovnih delih.
Ekspresivna risba kaže umetnikovo doživljanje določenega motiva, ki ni nujno realistično.
Prezentacijska risba kaže neobstoječ predmet (zgradbo, model oblačila,...) in je namenjena publiki ali investitorju za lažjo predstavo.
Ilustracija je namenjena prikazu vsebine knjige (slikanice, pravljice, učbenika,...). Lahko ima poučni namen ali pa je fantazijska.
Strip je kadrirana pripoved, ki motive povezuje v animacijo. Strip ima svoje posebne značilnosti.
Satirična risba kritično upodablja družbo, posameznike, predmete, živali v raznih situacijah in na zbadljiv način.
Karikatura je upodobitev, s katero avtor namenoma pretirano in popačeno, nekoliko humorno prikazuje fizično ali duhovno lastnost neke osebe, neko stanje ali dogodek.
Tehnična risba je narejena z orodji, ki omogočajo risati pravilne geometrične oblike, ki so sestavljene iz črt ali formalnih linij.
Risbe lahko razlikujemo tudi glede na temperament avtorja in so lahko impulzivne, mehke, virtuozne,.... Če so na risbi poudarjeni volumni rečemo, da so bolj kiparske. Če umetnik bolj uporablja različne stopnje linij in ploskev, je risba bolj slikarska.

## Pomembnejši avtorji
Od 14. stoletja dalje je imelo vsako stoletje umetnike, ki so ustvarjali risbe.
- Pomembnejši avtorji iz 14., 15. in 16. stoletja so bili: Leonardo da Vinci, Albrecht Dürer, Michelangelo in Rafael.
- Pomembnejši avtorji iz 17. stoletja so bili: Claude Lorrain, Nicolas Poussin, Rembrandt, Guercino in Peter Paul Rubens.
- Pomembni avtorji iz 18. stoletja so bili: Jean-Honoré Fragonard, Giovanni Battista Tiepolo in Antoine Watteau.
- Pomembni avtorji iz 19. stoletja so bili: Paul Cézanne, Aubrey Beardsley, Jacques-Louis David, Pierre-Paul Prud'hon, Edgar Degas, Théodore Géricault, Francisco Goya, Ingres, Odilon Redon, Henri de Toulouse-Lautrec, Honoré Daumier in Vincent van Gogh.
- Pomembni avtorji 20. stoletja so bili Käthe Kollwitz, Max Beckmann, Jean Dubuffet, George Grosz, Egon Schiele, Arshile Gorky Paul Klee, Oskar Kokoschka, Alphonse Mucha, M. C. Escher, André Masson, Jules Pascin in Pablo Picasso.